# Río Siruela
El río Siruela, también llamado río Agudo, es un río del centro de la península ibérica perteneciente a la cuenca hidrográfica del Guadiana, que discurre por las provincias de Ciudad Real y Badajoz (España).

## Curso
El río Siruela nace entre las sierras de los Castillejos y de los Bueyes, en el término municipal de Agudo. Discurre en sentido este-oeste a lo largo de unos 66 km a través de los términos de Agudo, Tamurejo y Siruela hasta su desembocadura en el embalse de la Serena, donde confluye con el río Guadalemar. 